# Liste d'élections en 1989
Chronologie des élections
- 1985
- 1986
- 1987
- 1988
- 1989
- 1990
- 1991
- 1992
- 1993

Cette liste recense les élections organisées durant l'année 1989. Elle inclut les élections législatives et présidentielles nationales dans les États souverains, ainsi que les principaux référendums.

## Commentaires généraux
L'année est marquée par des élections cruciales ou fortement symboliques dans des processus de transition vers la démocratie - en Afrique du Sud (septembre), menant à terme à la fin de l'apartheid ; en Namibie (novembre), marquant la fin de l'apartheid et la préparation de l'indépendance ; en Pologne (juin), où la percée électorale du mouvement Solidarność a un retentissement considérable dans l'ensemble du bloc de l'Est ; et au Chili (décembre), avec la fin de la dictature militaire de droite. Enfin, en Union soviétique (mars et avril), la libéralisation du processus politique et l'élection au parlement de candidats d'opposition préfigure la chute du modèle soviétique et la dislocation du pays deux ans plus tard.
À l'inverse, au Niger et au Tchad (septembre et décembre), les forces armées au pouvoir font approuver par un référendum de façade une nouvelle Constitution qui instaure un État à parti unique. Les autorités revendiquent un taux d'approbation de plus de 99 %. Dans plusieurs autres États africains (Bénin, Congo-Brazzaville, Madagascar, Guinée-Bissau, Guinée équatoriale, Seychelles), des élections se déroulent sans aucun pluralisme, et sans que des candidatures d'opposition ne soient autorisées. La Tunisie (avril) n'autorise qu'une opposition très limitée. En Amérique latine, la dictature militaire d'extrême-droite se maintient au pouvoir par les urnes au Salvador, dans un contexte de guerre civile (avril).

## Par mois

### Janvier
| Date    | Pays      | Élections    | Contexte | Résultats |
| ------- | --------- | ------------ | -------- | --- |
| janvier | Îles Cook | Législatives |          | Alternance. Parlement sans majorité. Le Parti des îles Cook (centre-gauche) remporte exactement la moitié des sièges au Parlement, devançant le Parti démocrate (libéral) au pouvoir. Geoffrey Henry (Parti des îles Cook) devient premier ministre avec l'appui de deux députés en dehors de son parti. |

### Février
| Date             | Pays         | Élections                  | Contexte | Résultats |
| ---------------- | ------------ | -------------------------- | --- | --- |
| 9 février        | Jamaïque     | Législatives               | | Alternance. Le Parti national du peuple (centre-gauche) obtient une majorité absolue des sièges, devant le Parti travailliste (centre-droit). Michael Manley devient premier ministre.   |
| 11 au 28 février | Ouganda      | Législatives               | Premières élections depuis 1980. Elles font suite à la saisie de pouvoir en 1986 par Yoweri Museveni.                                                                                  | La très grande majorité des élus sont sans étiquette. |
| 15 février       | Sri Lanka    | Législatives               | Premières élections depuis 1977. Les élections précédentes avaient été annulées en raison de la guerre civile.                                                                         | Le Parti national uni (conservateur) conserve une majorité absolue des sièges. Dingiri Banda Wijetunga est nommé premier ministre.                                                       |
| 22 février       | Îles Salomon | Législatives               | | Alternance. Le Parti de l'alliance populaire devance le Parti des îles Salomon unies (au pouvoir), et obtient la majorité absolue des sièges. Solomon Mamaloni devient premier ministre. |
| 23 février       | Algérie      | Référendum constitutionnel | À la suite des émeutes d'octobre 1988, un projet de nouvelle Constitution est soumis aux citoyens. Celle-ci abroge les références au socialisme d’État, et introduit le multipartisme. | La proposition est approuvée par 73,4 % des votants. Elle amène notamment aux élections législatives de 1991.                                                                            |

### Mars
| Date        | Pays                        | Élections                  | Contexte | Résultats |
| ----------- | --------------------------- | -------------------------- | --- | --- |
| 3 et 5 mars | Liechtenstein               | Législatives               | | L'Union patriotique (droite) conserve de justesse une majorité absolue des sièges. Hans Brunhart demeure premier ministre. |
| 7 mars      | États fédérés de Micronésie | Législatives et référendum | Le référendum porte sur la tenue ou non d'une élection ultérieure pour une assemblée constituante. Il n'existe pas de partis politiques.                                                                                 | Tous les députés élus au Congrès le sont sans étiquette. Le Congrès renouvelle sa confiance dans le président de la République, John Haglelgam. La proposition soumise à référendum est approuvée par 70 % des votants, entraînant l'élection d'une assemblée constituante l'année suivante. |
| 9 mars      | Antigua-et-Barbuda          | Législatives               | | Le Parti travailliste (centre-gauche) conserve la quasi-totalité des sièges au Parlement. Vere Bird demeure premier ministre. |
| 12 mars     | Madagascar                  | Présidentielle             | Seuls les partis liés au Front de défense de la Révolution (socialiste) sont autorisés à exercer le pouvoir. | Didier Ratsiraka (parti AREMA : Avant-garde de la révolution malgache) est réélu avec 62,71 % des voix. |
| 19 mars     | Salvador                    | Présidentielle             | Le Salvador à cette date est une dictature militaire. L'armée, appuyée par des escadrons de la mort, réprime l'opposition au moyen de massacres, d'enlèvements et de disparitions forcées. Le pays est en guerre civile. | Alfredo Cristiani (Alliance républicaine nationaliste, extrême-droite) est élu au premier tour avec 53,8 % des voix, devant Fidel Chávez Mena (Parti démocrate-chrétien). Il succède à José Napoleón Duarte (PDC).                                                                           |
| 21 mars     | Saint-Christophe-et-Niévès  | Législatives               | | Le Mouvement d'action populaire (conservateur) conserve de justesse une majorité absolue des sièges. Kennedy Simmonds demeure premier ministre. |
| 26 mars     | Laos                        | Législatives               | Premières élections législatives depuis 1972. Le Laos est un État à parti unique. Seuls les candidats approuvés par le Front laotien pour la construction nationale (FLCN) sont autorisés à se présenter.                | Le Parti révolutionnaire populaire (marxiste-léniniste) remporte les deux tiers des sièges, les autres revenant à des candidats approuvés par le parti sans en être membres. |
| 26 mars     | Union soviétique            | Législatives               | 1er tour | - |

### Avril
| Date      | Pays             | Élections                      | Contexte | Résultats |
| --------- | ---------------- | ------------------------------ | --- | --- |
| 1er avril | Irak             | Législatives                   | L'Irak à cette date est un État à parti unique. Les électeurs ont le choix entre plusieurs candidats, mais tous appartiennent soit au parti au pouvoir, soit à des mouvements qui lui sont subordonnés. | Le Parti Baas (nationalisme arabe, socialisme arabe) conserve la majorité absolue des sièges, les autres revenant à d'autres candidats du Front progressiste national, dirigé par les Baasistes.                        |
| 2 avril   | Tunisie          | Législatives et présidentielle | La Tunisie à cette date n'est pas une démocratie. Bien que plusieurs partis socialistes soient autorisés, il n'y a pas de réelle opposition. Pour les élections législatives, des candidats islamistes se présentent sans étiquette, n'ayant pas de parti autorisé pour les représenter. Pour la présidentielle, aucune candidature d'opposition n'est validée par les autorités.                                       | Le Rassemblement constitutionnel démocratique (socialiste) conserve la totalité des sièges au Parlement. Zine el-Abidine Ben Ali (RCD), seul candidat à la présidentielle, est réélu mécaniquement avec 100 % des voix. |
| 9 avril   | Union soviétique | Législatives                   | 2d tour. Pour la première fois, des candidats indépendants sont autorisés à se présenter, contre les candidats du Parti communiste. | Le Parti communiste remporte la majorité absolue des sièges, malgré d'importantes victoires de candidats indépendants.                                                                                                  |
| 16 avril  | Uruguay          | Référendum                     | Référendum d'initiative populaire. Plus d'un demi-million de citoyens réclament et obtiennent, par pétition, la tenue d'un référendum sur le maintien ou non de la loi de 1986 qui amnistie les membres des forces armées et de la police responsables de massacres, d'assassinats, d'enlèvements, d'actes de torture, et de disparitions forcées durant les années de la dictature militaire et de la « guerre sale ». | La loi d'amnistie est maintenue avec l'approbation de 56 % des votants. |

### Mai
| Date    | Pays                            | Élections                      | Contexte | Résultats |
| ------- | ------------------------------- | ------------------------------ | --- | --- |
| 1er mai | Paraguay                        | Législatives et présidentielle | Ces élections font suite à un coup d'État en février qui renverse le président Alfredo Stroessner et met fin à trente-cinq ans de dictature militaire. | Bien que les partis d'opposition soient autorisés à participer, Andrés Rodríguez, l'auteur du coup d'État, se présente à la présidentielle sous les couleurs du Parti colorado (droite), parti du président déchu. Il est élu avec 75,9 % des voix, et le parti conserve une majorité absolue des sièges au Parlement.                                                                      |
| 7 mai   | Bolivie                         | Législatives et présidentielle | | Parlement sans majorité. Aucun candidat n'ayant non plus obtenu une majorité absolue des suffrages à l'élection présidentielle, le Congrès départage les candidats, et élit Jaime Paz Zamora (Mouvement de la gauche révolutionnaire) à la présidence de la République. Il succède à Víctor Paz Estenssoro (Mouvement nationaliste révolutionnaire, droite néolibérale).                    |
| 7 mai   | Panama                          | Législatives et présidentielle | L'élection vise à maintenir au pouvoir les proches du dictateur militaire Manuel Noriega.                                                              | Alternance (non reconnue). L'alliance des partis d'opposition remporte une majorité absolue des sièges au Parlement, et leur candidat Guillermo Endara remporte largement la présidentielle avec 71,2 % des voix. Le gouvernement Noriega refuse d'accepter les résultats. L'invasion américaine en décembre amène la chute de Manuel Noriega, et l'arrivée au pouvoir de Guillermo Endara. |
| 14 mai  | Argentine                       | Législatives et présidentielle | | Alternance. Le Parti justicialiste (centriste, péroniste) remporte la majorité aux deux chambres du Congrès, et son candidat Carlos Menem est élu président de la République. L'Union civique radicale (centre-gauche) perd le pouvoir. |
| 16 mai  | Saint-Vincent-et-les-Grenadines | Législatives                   | | Le Nouveau Parti démocratique (conservateur) conserve sa majorité absolue, remportant cette fois la totalité des quinze sièges au Parlement. Le Parti travailliste, principal parti d'opposition, disparaît de l'assemblée. |
| 18 mai  | Italie                          | Référendum consultatif         | Les citoyens sont invités à se prononcer sur la continuation du processus d'intégration européenne,                                                    | La participation continue de l'Italie au processus politique européen est approuvée par 88,1 % des votants. |
| 28 mai  | Madagascar                      | Législatives                   | Seuls les partis liés au Front de défense de la Révolution (socialiste) sont autorisés à se présenter.                                                 | Le parti AREMA (Avant-garde de la révolution malgache) conserve la majorité absolue des sièges. |

### Juin
| Date          | Pays                             | Élections                  | Contexte | Résultats |
| ------------- | -------------------------------- | -------------------------- | --- | --- |
| 15 juin       | Guinée-Bissau                    | Législatives               | La Guinée-Bissau à cette date est un État à parti unique. Les citoyens sont invités à approuver ou rejeter la liste de candidats proposée par les autorités.   | Les candidats du Parti africain pour l'indépendance (marxiste-léniniste) sont approuvés par 95,8 % des votants. João Bernardo Vieira conserve la présidence de la République. |
| 15 juin       | Irlande                          | Législatives               | | Le parti Fianna Fáil (centre-droite) conserve sa majorité relative des sièges, et parvient à former un gouvernement de coalition avec les Démocrates progressistes (centre-droit). Charles Haughey demeure premier ministre.                                                                                               |
| 4 et 18 juin  | Pologne                          | Parlementaires             | Premières élections démocratiques multipartites depuis 1928.                                                                                                   | Le Parti ouvrier unifié (marxiste-léniniste) perd la majorité absolue des sièges, tout en conservant la majorité relative. Le Solidarność (fédération syndicale anti-communiste et catholique) talonne les communistes. Tadeusz Mazowiecki (Solidarność) est nommé président du Conseil des ministres deux mois plus tard. |
| 18 juin       | Bénin                            | Législatives               | Le Bénin à cette date est un État à parti unique. Les citoyens sont invités à approuver ou rejeter la liste de candidats proposée par les autorités.           | Les candidats du Parti de la révolution populaire du Bénin (marxiste-léniniste) sont approuvés par 89,6 % des votants. Mathieu Kérékou conserve la présidence de la République. |
| 18 juin       | Grèce                            | Législatives               | | Alternance. Nouvelle Démocratie (centre-droit) devance le PASOK (centre-gauche) et remporte une majorité relative des sièges. Il ne parvient toutefois pas à former un gouvernement, précipitant de nouvelles élections en novembre.                                                                                       |
| 18 juin       | Luxembourg                       | Législatives               | | Le Parti populaire chrétien-social (centre-droit) conserve la majorité relative des sièges, et maintient son gouvernement de coalition avec le Parti ouvrier socialiste (centre-gauche). Jacques Santer demeure premier ministre.                                                                                          |
| 15 au 18 juin | Communauté économique européenne | Législatives               | Élections multinationales dans les douze États membres de la CEE, pour élire le Parlement européen.                                                            | Parlement sans majorité. Le Parti socialiste européen (centre gauche), sous la direction du Français Jean-Pierre Cot, conserve une majorité relative des sièges. |
| 25 juin       | Guinée équatoriale               | Présidentielle             | La Guinée équatoriale n'est pas une démocratie. Teodoro Obiang gouverne le pays depuis son arrivée au pouvoir par un coup d'État en 1979.                      | Seul candidat, Teodoro Obiang est officiellement réélu président avec 99 % de suffrages favorables. |
| 30 juin       | Chili                            | Référendum constitutionnel | Les réformes proposées visent à encadrer la transition vers la démocratie, et la fin de la dictature militaire d'Augusto Pinochet (conservateur, néo-libéral). | Les réformes sont approuvées par 91,25 % des électeurs. |
| juin          | Seychelles                       | Présidentielle             | Les Seychelles à cette date sont un État à parti unique. Les citoyens sont invités à approuver ou rejeter le candidat présenté par les autorités.              | France-Albert René (Front populaire du peuple seychellois) conserve la présidence de la république, avec officiellement 96,1 % de suffrages favorables. |

### Juillet
| Date       | Pays  | Élections                  | Contexte | Résultats |
| ---------- | ----- | -------------------------- | --- | --- |
| 23 juillet | Japon | Législatives               | Renouvellement de la moitié des sièges à la Chambre des conseillers (chambre haute). | Le Parti socialiste, principal parti d'opposition, remporte la majorité des sièges en jeu, mais le Parti libéral-démocrate (droite) conserve une majorité relative à la Chambre. |
| 28 juillet | Iran  | Présidentielle             | Le Conseil des gardiens, composé de clercs, rejette le quasi-totalité des candidatures, n'autorisant que celles d'Hachemi Rafsandjani (le vainqueur souhaité) et d'un candidat de façade, Abbas Sheibani.                      | Hachemi Rafsandjani (Association du clergé militant, ultra-conservateur) est élu avec 96,1 % des voix.                                                                           |
| 28 juillet | Iran  | Référendum constitutionnel | Les citoyens sont invités à approuver une réforme constitutionnelle pour créer un Conseil suprême de sécurité nationale, supprimer le poste de Premier ministre, et amender les règles de sélection du Guide de la Révolution. | La réforme est approuvée par 97,5 % des votants. |

### Août
Pas d'élections nationales en août 1989.

### Septembre
| Date               | Pays                          | Élections                  | Contexte | Résultats |
| ------------------ | ----------------------------- | -------------------------- | --- | --- |
| 4 septembre        | Belize                        | Législatives               | | Alternance. Le Parti populaire uni (centre-gauche) remporte la majorité absolue des sièges, face au Parti démocratique uni (centre-droit). George Cadle Price est nommé premier ministre.                                                                                       |
| 6 septembre        | Afrique du Sud                | Législatives               | Dernières élections nationales avant la fin de l'apartheid. Les noirs ne sont pas autorisés à voter. Les minorités ethniques non-blanches disposent de leurs propres assemblées législatives, subordonnées au pouvoir blanc. Le Parti national (afrikaner, national-conservateur) fait campagne en proposant la fin de l'apartheid. | Au Conseil du Peuple (blanc), le Parti national conserve la majorité absolue des sièges, malgré une percée du Parti conservateur (pro-apartheid). L'assemblée élit Frederik de Klerk à la présidence de la République.                                                          |
| 6 septembre        | Pays-Bas                      | Législatives               | | Parlement sans majorité. Le parti Appel chrétien-démocrate (centre) conserve sa majorité relative (un tiers des sièges) ; Ruud Lubbers demeure premier ministre. |
| 10 et 11 septembre | Norvège                       | Législatives               | | Alternance. Parlement sans majorité. Le Parti travailliste (centre-gauche) conserve une majorité relative des sièges, mais une coalition de partis du centre et de centre-droit forme un gouvernement minoritaire. Jan P. Syse (Parti conservateur) est nommé premier ministre. |
| 24 septembre       | République populaire du Congo | Législatives               | La RPC à cette date est un État à parti unique. Les autorités présentent une liste unique comprenant autant de candidats qu'il y a de sièges à pourvoir. Quelques sièges sont accordés à des personnes externes au parti. Les citoyens sont invités à approuver ou rejeter la liste. | Le Parti congolais du travail (marxiste-léniniste) et les autres candidats de la liste unique remportent mécaniquement la totalité des sièges, avec officiellement un taux d'approbation populaire de 99,2 %.                                                                   |
| 24 septembre       | Niger                         | Référendum constitutionnel | La nouvelle Constitution soumise aux citoyens fait du pays un État à parti unique, où le Mouvement national pour la société du développement (droite) serait le seul parti autorisé. Dans ce pays qui n'a pas connu d'élections depuis 1970, cette Constitution instaure une Assemblée nationale, qui sera élue en décembre. Par ailleurs, la Constitution officialise le rôle politique exercé par l'armée depuis le coup d'État militaire de 1974. | La proposition est approuvée officiellement par 99,3 % des votants. |
| 27 septembre       | Tuvalu                        | Législatives               | Il n'y a pas de partis politiques aux Tuvalu, qui est une démocratie parlementaire. | Alternance. Le premier ministre sortant, Tomasi Puapua, ne dispose plus d'une majorité au Parlement à l'issue de ces élections. Bikenibeu Paeniu lui succède. |

### Octobre
| Date       | Pays     | Élections    | Contexte                                     | Résultats |
| ---------- | -------- | ------------ | -------------------------------------------- | --- |
| 7 octobre  | Botswana | Législatives | Le Botswana est une démocratie multipartite. | Le Parti démocratique (conservateur, social-libéral) conserve la majorité absolue des sièges au Parlement. Quett Masire conserve la présidence de la République. |
| 29 octobre | Espagne  | Législatives |                                              | Le Parti socialiste ouvrier (centre-gauche) termine en tête, mais perd tout juste sa majorité absolue des sièges. Les quatre députés du parti Union populaire (extrême-gauche) étant abstentionnistes, le PSO a toutefois une majorité absolue de facto. Felipe González demeure premier ministre. |

### Novembre
| Date              | Pays               | Élections                      | Contexte | Résultats |
| ----------------- | ------------------ | ------------------------------ | --- | --- |
| 5 novembre        | Comores            | Référendum constitutionnel     | Les amendements constitutionnels proposés créeraient le poste de premier ministre, et permettrait au président Ahmed Abdallah Abderamane de briguer un troisième mandat à la tête de l'État. | Les propositions sont approuvées par 92,5 % des votants. Trois semaines plus tard, le président Abdallah est tué lors d'un coup d'État. |
| 5 novembre        | Grèce              | Législatives                   | | Nouvelle Démocratie (centre-droit) conforte sa majorité relative des sièges. Il ne parvient toutefois toujours pas à former un gouvernement, précipitant de nouvelles élections l'année suivante. |
| 8 novembre        | Jordanie           | Législatives                   | Premières élections législatives depuis 1967. Les partis politiques ne sont pas autorisés. Tous les candidats concourent donc sans étiquette. | Les candidats d'opposition obtiennent de bons résultats, mais sont divisés. Moins de la moitié des élus sont pro-gouvernement. Une large minorité de sièges reviennent à des candidats membres ou partisans des Frères musulmans (islamistes), dans l'opposition. Une poignée de sièges reviennent à des candidats de gauche. |
| 7 au 11 novembre  | Sud-Ouest africain | Législatives                   | Ce sont les premières élections proprement démocratiques dans ce pays qui est une colonie de l'Afrique du Sud depuis la Première Guerre mondiale. Avec la fin de la politique d'apartheid et la transition vers l'indépendance, les citoyens doivent élire une assemblée constituante, qui deviendra l'Assemblée nationale au moment de l'indépendance en mars 1990.                           | Le SWAPO (gauche), qui a mené la lutte pour l'indépendance et contre l'apartheid, remporte la majorité absolue des suffrages et des sièges. |
| 15 novembre       | Brésil             | Présidentielle                 | 1er tour | - |
| 24 novembre       | Maldives           | Législatives                   | Les Maldives à cette date ne sont pas une démocratie. Les paris politiques ne sont pas autorisés. | En l'absence de partis politiques, tous les élus le sont sans étiquette. Le Parlement est favorable au président Maumoon Abdul Gayoom. |
| 22 et 26 novembre | Inde               | Législatives                   | | Alternance. Parlement sans majorité. Défaite du parti Congrès national indien (centre-gauche) du premier ministre sortant Rajiv Gandhi. Plusieurs partis d'opposition forment le Front national, un gouvernement minoritaire de coalition, mené par V. P. Singh.                                                              |
| 26 novembre       | Honduras           | Législatives et présidentielle | | Alternance. Le Parti national (centre-droit) remporte la majorité absolue des sièges au Congrès, devançant le Parti libéral (centre-droit également). Rafael Callejas (Parti national) est élu président de la République, avec 52,3 % des voix.                                                                              |
| 26 novembre       | Hongrie            | Référendum                     | À la suite de la dissolution du Parti socialiste ouvrier, ancien parti unique, le référendum propose l'interdiction de tout organisme lié au parti dans les usines et tout autre lieu de travail ; la saisie des biens du parti ; et la dissolution forcée des milices ouvrières. Il propose également que l'élection du président de la République ait lieu après les élections législatives. | L'ensemble des propositions sont adoptées. |
| 26 novembre       | Uruguay            | Législatives et présidentielle | | Alternance. Le Parti national (droite) remporte la majorité aux deux chambres du Parlement, ainsi que l'élection présidentielle à travers son candidat Luis Alberto Lacalle. Le Parti Colorado (hétéroclite, libéral) perd le pouvoir.                                                                                        |

### Décembre
| Date              | Pays    | Élections                      | Contexte | Résultats |
| ----------------- | ------- | ------------------------------ | --- | --- |
| 1er décembre      | Maroc   | Référendum                     | Il est demandé aux citoyens d'approuver une extension du mandat du Parlement en exercice, qui devait s'achever en 1990. | La proposition est approuvée officiellement par 100 % des votants. (Plus précisément, par 99,99 %, avec un millier de bulletins « non » contre près de dix millions de « oui ».) Les élections législatives n'auront finalement pas lieu avant 1993.                        |
| 3 décembre        | Taïwan  | Législatives                   | | Le Kuomintang (droite) conserve la majorité absolue des sièges. |
| 9 décembre        | Nauru   | Législatives                   | Il n'y a pas de partis politiques à Nauru, qui est une république parlementaire. | Alternance. Le président sortant, Hammer DeRoburt, ne dispose plus d'une majorité au Parlement à l'issue de ces élections. Bernard Dowiyogo lui succède. |
| 10 décembre       | Tchad   | Référendum constitutionnel     | La nouvelle Constitution soumise aux citoyens fait du pays un État à parti unique, où l'Union nationale pour l'indépendance et la révolution serait le seul parti autorisé. Dans ce pays qui n'a pas connu d'élections depuis 1969, cette Constitution instaure une Assemblée nationale, qui sera élue en 1990. Par ailleurs, le référendum est un plébiscite pour le maintien au pouvoir d'Hissène Habré, arrivé au pouvoir par un coup d'État militaire en 1982. | La proposition est approuvée officiellement par 99,9 % des votants. |
| 12 décembre       | Niger   | Législatives et présidentielle | Premières élections depuis 1970. Le Niger à cette date est un État à parti unique. Les citoyens sont invités à approuver ou rejeter la liste de candidats proposée par les autorités. | Pour les législatives, les candidats du Mouvement national pour la société du développement (droite) sont approuvés officiellement par 99,6 % des votants. Ali Saibou, lui aussi approuvé officiellement par 99,6 % des électeurs, conserve la présidence de la République. |
| 14 décembre       | Chili   | Législatives et présidentielle | À la suite du référendum du mois de juin, ces élections enclenchent la fin de la dictature militaire d'Augusto Pinochet (conservateur, néo-libéral). | La Concertation des partis pour la démocratie (coalition de partis de centre et de gauche) remporte la majorité aux deux chambres du Parlement, ainsi que la présidence de la République à travers son candidat Patricio Aylwin (Parti démocrate-chrétien).                 |
| 10 et 17 décembre | Andorre | Législatives                   | Il n'existe pas de parti politique à cette date. Tous les candidats se présentent donc sans étiquette, bien qu'ils soient affiliés à diverses factions. | Alternance. Le Conseil général (parlement) choisit Òscar Ribas Reig pour le poste de premier ministre. Il succède à Josep Pintat-Solans. |
| 17 décembre       | Brésil  | Présidentielle                 | 2d tour | Fernando Collor de Mello du Parti de la reconstruction nationale (libéral-conservateur) est élu avec 53 % des voix face à Luiz Inácio Lula da Silva (Parti des travailleurs, gauche).                                                                                       |

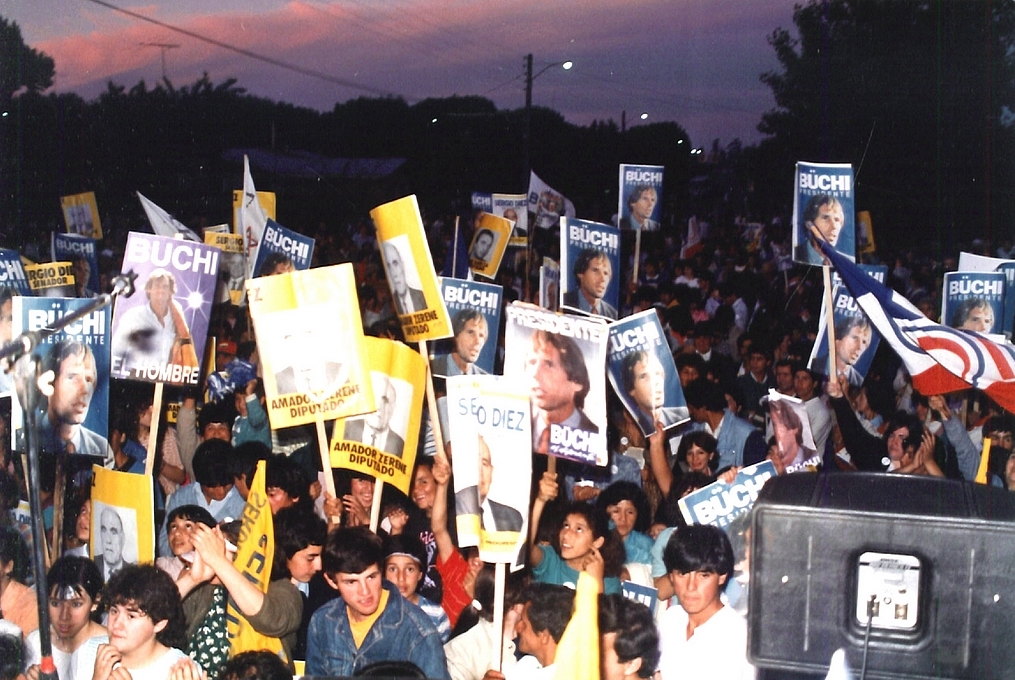
Scène de la campagne électorale des élections chiliennes en décembre.